# PS4U
『PS4U』（Pop Song 4 U、ポップ・ソング・フォー・ユー）は、2012年8月1日にソニー・ミュージックレコーズから発売された、Tomato n' Pineのオリジナルアルバム。

## 概要
15曲を収録。キャッチコピーは『「最後の楽園へようこそ!」正統派ガールズ・ユニット、トマパイが送るファースト・アルバム。』。カバー曲を除き、全楽曲の作詞を玉井健二とジェーン・スー、作編曲をagehaspringsの所属メンバーが担当している。
ハウス・ミュージック、ソフト・ロック、フィリー・ソウル、ユーロビート、ラテン、サンバ等の洋楽の要素をブレンドしたサウンドとなっている。また、筒美京平、中森明菜のオマージュと思われる部分も存在する。

### 評価
最高位は38位と低かったものの、『ミュージック・マガジン』2012年8月号では10点満点を獲得している他、同号でアイドルでは巻頭インタビューも受けている。また、同誌の増刊号『アイドル・ソング・クロニクル 2002-2012』でもシングル曲「Life is beautiful」「旅立ちトランスファー」「ジングルガール上位時代」に加え、アルバム収録曲の「大事なラブレター」が紹介され、さらに同誌2013年1月号で2012年度J-POP部門のベストアルバムに選出された。　

## 収録曲

### DISC 1 (CD)
1. Train Scatting (4:00)
作詞：Kenji & Jane 作曲：Ryo Naganuma 編曲：Kenji Tamai、Integral Clover - 新作
2. ワナダンス! (5:03)
作詞：Kenji & Jane 作曲：Takahiro Furukawa 編曲：Kenji Tamai、Takahiro Furukawa
3. なないろ☆ナミダ (4:52)
作詞：Kenji & Jane 作曲：Takahiro Furukawa 編曲：Shunsuke Tsuri
読売テレビ・日本テレビ系 全国ネットアニメ「べるぜバブ」エンディングテーマ
4. 渚にまつわるエトセトラ (4:23)
作詞：Yousio Inoue、作曲：Tamio Okuda、編曲：Nobuhiko Miyagawa
「和食さと」CMソング
※PUFFYのカバー
5. 10月のインディアン (4:58)
作詞：Kenji & Jane 作曲：Kotaro Kusuno 編曲：Yoichiro Nomura
メ～テレドラマ「熱いぞ!猫ヶ谷!!」主題歌
6. キャプテンは君だ! (3:48)
作詞：Kenji & Jane 作曲：Ippei Tatsuyama 編曲：Shunsuke Tsuri
7. POP SONG 2 U (3:12)
作詞：Kenji & Jane 作曲：Yoshihiro Saito 編曲：Shunsuke Tsuri
8. 踊れカルナヴァル (3:59)
作詞：Kenji & Jane 作曲：Mary Tan 編曲：Kenji Tamai、Takahiro Furukawa
9. 旅立ちトランスファー (5:38)
作詞：Kenji & Jane 作曲：Ippei Tatsuyama 編曲：Kenji Tamai、Shunsuke Tsuri
10. ジングルガール上位時代 (4:25)
作詞：Kenji & Jane 作曲：Hidenori Tanaka、編曲：Kenji Tamai、Akishi Kosai
日本テレビ系「ハッピーMusic」エンディングテーマ / 日本テレビ系「音龍門」Baby Dragon’s Gate
11. ためいきはピンク (4:41)
作詞：Kenji & Jane 作曲：Ryohei Ishimatsu 編曲：Kenji Tamai、Kengo Minamida - 新作
12. そして寝る間もなくソリチュード (SNS) (3:26)
作詞：Kenji & Jane 作曲：Tomoya Matsuura 編曲：Kenji Tamai、Masahiro Tobinai
13. 大事なラブレター (4:07)
作詞：Kenji & Jane 作曲：Takahiro Furukawa 編曲：Kenji Tamai、Takahiro Furukawa - 新作
14. 夢ノカケラ・・・ (4:42)
作詞：Chiaki、n.machida 作曲：Norihiko Machida  編曲：Kenji Tamai、Masahiro Tobinai
※ZONEのカバー
15. ワナダンス! -strike the pose Remix- (5:02)
Remix and Additional Production by Integral Clover

### DISC 2 (DVD)
1. 旅立ちトランスファー Music Video
2. なないろ☆ナミダ Music Video
3. ジングルガール上位時代 Music Video
4. 踊れカルナヴァル Music Video
5. 踊れカルナヴァル Making Video

## クレジット
- Programming & All instruments:
  - Integral Clover (onetrap) - 「Train Scatting」「ワナダンス! -strike the pose Remix-」
  - Takahiro Furukawa (onetrap) - 「ワナダンス!」「踊れカルナヴァル」「大事なラブレター」
  - Shunsuke Tsuri (agehasprings) - 「なないろ☆ナミダ」「キャプテンは君だ!」「POP SONG 2 U」「旅立ちトランスファー」
  - Nobuhiko Miyagawa (onetrap) - 「渚にまつわるエトセトラ」
  - Yoichiro Nomura (agehasprings) - 「10月のインディアン」
  - Akishi Kosai - 「ジングルガール上位時代」
  - Kengo Minamida (onetrap) - 「ためいきはピンク」
  - Masahiro Tobinai (agehasprings) - 「そして寝る間もなくソリチュード」「夢ノカケラ・・・」

## リリース日一覧
| 地域 | リリース日   | レーベル                     | 規格   | カタログ番号                  |
| ---- | ------------ | ---------------------------- | ------ | ----------------------------- |
| 日本 | 2012年8月1日 | ソニー・ミュージックレコーズ | CD+DVD | SRCL 8035-6【初回生産限定盤】 |
| 日本 | 2012年8月1日 | ソニー・ミュージックレコーズ | CD     | SRCL 8037【通常盤】           |